# 동적 평형 상태

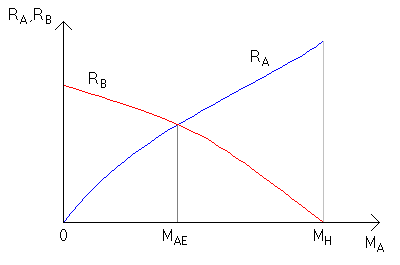

동적평형(動的平衝, 영어: dynamic equilibrium)은 주어진 온도에서 두 가역 과정이 같은 비율로 발생할 때 일어난다. 화학 반응과 같은 많은 과정들이 가역 과정이다.
이러한 과정의 예로는, 물이 담긴 양동이가 작은 방 안에 놓여있는 상황을 생각해볼 수 있다. 양동이의 물이 증발하기 시작하면, 방 안의 공기는 수증기로 포화되기 시작할 것이다. 결국 공기는 수증기로 완전히 포화될 것이고, 양동이의 물은 더 이상 증발하지 않게 될 것이다. 그렇지만 실제로 미시적인 관점에서 양동이의 물은 여전히 증발하고 있다. 공기 속의 수증기 분자들은 양동이의 수면을 때리게 되고, 이들 중 일부는 액화되어 양동이의 물로 돌아갈 것이다. 그리고 이와 똑같은 비율로 양동이의 물이 증발하여, 수증기의 형태로 존재하는 물의 양과 액체의 형태로 존재하는 물의 양은 항상 일정하게 보일 것이다.
동적평형은 액체가 기화되고, 다시 액체로 돌아가는 것과 같은 가역 변화의 특성이다. 동적평형의 개념은 위에서 설명한 간단한 예에만 국한되는 것은 아니다. 평형상태에서 형성된 반응물과 생성물의 비에 대한 정보를 얻어내는 화학적 반응 운동학의 분석에도 적용될 수 있다. 동적 평형 상태라는 용어는 정상 상태에도 적용될 수 있다(예를 들어, 진짜 평형 상태는 아니지만, 시간이 지나도 변화하지 않는 상태). 이러한 상태는 평형 상태에 있지 않은 환경에 접해 있는 계에서만 일어날 수 있다.

## 동적평형
화학에서 동적평형은 양방향으로 가능한 반응이 그것의 반응물과 생성물의 비율을 바꾸는 것을 멈출 때 존재한다. 그러나 물질들이 화학 물질들의 사이를 같은 속도로 움직이기 때문에, 그것은 실질적 변화가 없음을 의미한다. 그것은 정상 상태라는 계에서의 특정한 예시이다. 열역학에서, 혼합물의 구성이 시간에 따라 변하지 않는 반응을 할 때 닫힌계는 열역학적 평형에 있다. 반응들은 가끔 활발하게 일어나지만, 구성의 변화가 관찰될 정도까지는 일어나지 않는다. 평형 상수들은 단일단계 반응에서의 반응속도 상수들로 표현될 수 있다.

## 예시
소다로 찬 새로운 병에서, 수용액 상태의 이산화 탄소 농도는 특정 값을 가진다. 만약 액체의 절반이 버려지고 병이 밀봉된다면, 이산화 탄소는 수용액 상태를 벗어나고, 기체 상태의 이산화 탄소 부분압력은 평형에 도달할 때까지 증가할 것이다. 그 상태에, 열적 운동에 의해 이산화 탄소 분자는 액체 상태를 벗어날 수도 있다. 그러나 아주 짧은 시간 후에, 또 다른 이산화 탄소는 기체에서 수용액으로 변하게 된다. 그리고 이는 역도 마찬가지이다. 평형상태에서, 이산화 탄소가 기체에서 수용액으로 변하는 속도는, 수용액에서 기체로 변하는 속도와 같다. 이 경우에, 액체 안의 이산화 탄소 평형 농도는 헨리의 법칙에 의해 계산된다. 헨리의 법칙은, 액체 속에 용해되는 기체의 용해도는 기체의 부분압력에 정비례한다는 법칙이다. 그래서 기체의 이산화 탄소의 부분압력은 헨리의 법칙을 따를 때까지 증가한다. 액체에서의 이산화 탄소 농도는 감소했기 때문에, 그 음료는 탄산을 조금 잃게 된다.
동적 평형은 단상에서도 존재할 수 있다. 간단한 예시는 신맛의 산의 해리에서의 산 염기 평형이 있다. 수용액에서,
CH3CO2H ⇌ CH3CO2−(aq) + H+(aq)
평형상태에서 농도상수, 산의 해리 상수는 특정 경우를 제외하고는 일정하다.

## 같이 보기
- 정적평형